# Holland Taylor
Holland Virginia Taylor (* 14. ledna 1943 Filadelfie) je americká filmová, televizní a divadelní herečka a dramaturgyně. Mezi její nejznámější role patří Ruth Dunbar v sitcomu Bossom Buddies (1980–1982), žena senátora Margaret Powers v seriálu The Powers That Be (1992–1993), soudkyně Roberta Kittleson v seriálu The Practice (1997–2004) a Evelyn Harperová v seriálu Dva a půl chlapa (2003–2015).